# Francisco de Melo
Francisco Melo de Portugal y Castro (Estremoz, 1597-Madrid, 18 de septiembre de 1651) I marqués de Vellisca, I marqués de Tordelaguna, I conde de Asumar y vizconde de Caseda, fue un militar, gentilhombre de cámara de Felipe IV y capitán general de los tercios españoles de Flandes. Es el fundador de la casa de Melo de Portugal.

## Biografía
Hijo de Constantino de Braganza, consejero de Estado del rey Felipe III, y Antonia de Vilhena, desempeñó misiones diplomáticas en Italia y Alemania, y participó en la guerra de los Treinta Años.
Ejerció como virrey de Sicilia entre 1639 y 1641, y gobernador de los Países Bajos (1641-1644), recuperó la ciudad de Aire-sur-la-Lys el 7 de diciembre de 1641, Maubeuge y derrotó a los franceses en la batalla de Honnecourt, pero sufrió la derrota de Rocroi y perdió Thionville el 8 de agosto de 1643 a manos de los franceses, por lo que dimitió de su cargo. Fue nombrado virrey de Aragón.

## Francisco de Melo en la iconografía popular
En la película española Alatriste, el personaje de Melo es interpretado por el actor andaluz Paco Tous.